# Conolophus
Genre
Conolophus est un genre de sauriens de la famille des Iguanidae.

## Distribution
Les trois espèces actuelles de ce genre d’iguanes terrestres sont endémiques des îles Galápagos.
On les rencontre dans les îles centrales de l’archipel, Fernandina, Isabela,  Santa Cruz et l’îlot voisin de Plaza Sud,  Seymour Nord, Baltra et  Santa Fé.
| Isabela Fernandina Santiago ----------Seymour Nord -- Baltra ---Plaza Sud Santa Cruz Santa Fé |

Une quatrième population d’iguanes terrestres endémiques de l’île Santiago existait encore lors de la visite de Charles Darwin en 1835, mais elle a ensuite été totalement décimée, vraisemblablement par des chiens retournés à l’état sauvage et par les humains. N’ayant pas été scientifiquement décrite, elle n’a pas reçu de nom binominal.

## Liste des espèces
Selon le site The Reptile Database :
Conolophus marthae Gentile & Snell, 2009, endémique de l’île Isabela.
Conolophus pallidus Heller, 1903, endémique de l’île Santa Fé.
Conolophus subcristatus (Gray, 1831), l’espèce la plus répandue.

## Étymologie
Le nom de ce genre vient du grec conos (κώνος « cône ») et de lophos (λόφος « crête »), en référence aux écailles en forme de cônes de la crête dorsale de ces animaux.

## Alimentation
Ces iguanes sont tous herbivores et insectivores. Les adultes sont majoritairement herbivores et se nourrissent des cactus du genre Opuntia dont ils mangent aussi bien les parties végétatives (raquettes) que les fruits. Les juvéniles sont insectivores et deviennent phytophages en grandissant.

## Habitat
On trouve ces iguanes à l’intérieur des terres où ils nidifient en creusant des terriers.

## Menaces
Ces iguanes terrestres sont menacés sur toutes les îles où il est difficile d’éradiquer les espèces invasives introduites par l’être humain, comme les chèvres sauvages qui dévorent toute la végétation, les rats noirs qui mangent leurs œufs, les chiens marrons et les chats harets qui les attaquent. Sans ces espèces introduites, les iguanes terrestres n’auraient que deux prédateurs : la buse des Galapagos et le « serpent coureur » Pseudalsophis biserialis qui pourchasse les juvéniles. L’activité de certains volcans, sur les îles Isabela et Fernandina, est aussi une menace pour les iguanes terrestres résidant dans ces régions. C’est pourquoi, en 2020, ces trois espèces sont considérées comme « vulnérables » par l’IUCN et même en « danger critique » pour l’une d’elles.

## Publication originale
- Fitzinger, 1843 : Systema Reptilium, fasciculus primus, Amblyglossae. Braumüller et Seidel, Wien, p. 1-106. (texte intégral).